# Chapelle Sainte-Élisabeth de Vence
La chapelle Sainte-Élisabeth est une chapelle catholique située à Vence, en France.

## Localisation
La chapelle est située dans le département français des Alpes-Maritimes, au croisement de l'ancien chemin de Saint-Paul et du chemin Sainte-Élisabeth, ancienne route de Cagnes, sur le territoire de la commune de Vence.

## Historique
La chapelle date de la seconde moitié du XVe siècle. C'est petite construction, avec un clocheton, un porche en plein cintre ouvert, suivi d'une nef voûtée en berceau se terminant sur un chœur à chevet plat. Le porche est séparé de la nef par une claire-voie en bois.
Des peintures ont été découvertes en 1924.
Un prix-fait conclu entre le peintre Jacques Canavesi ou Canavesio, probable frère de Giovanni Canavesio, et Barthélemy Vitalis, clerc bénéficier de l'église de Vence, le 13 janvier 1491, décrit ce qu'il devait peindre « de la manière qui suit : à l'intérieur, en représentant Dieu le Père avec les quatre Docteurs, le Paradis et l'Enfer, les sept œuvres de Miséricorde ... ».
Les fresques sont dégradées du côté droit, et mieux conservées du côté gauche. Elles sont des représentations du Jugement Dernier : sur le mur de droite, les Enfers, et de l’autre côté la cité fortifiée de la Jérusalem Céleste peuplée d’âmes élues. La fresque du chevet représente la Visitation. Le décor est d'inspiration Renaissance. Les personnages sont plus tardifs ou repeints au XVIIIe siècle.
L'édifice est inscrit au titre des monuments historiques le 24 janvier 1927.

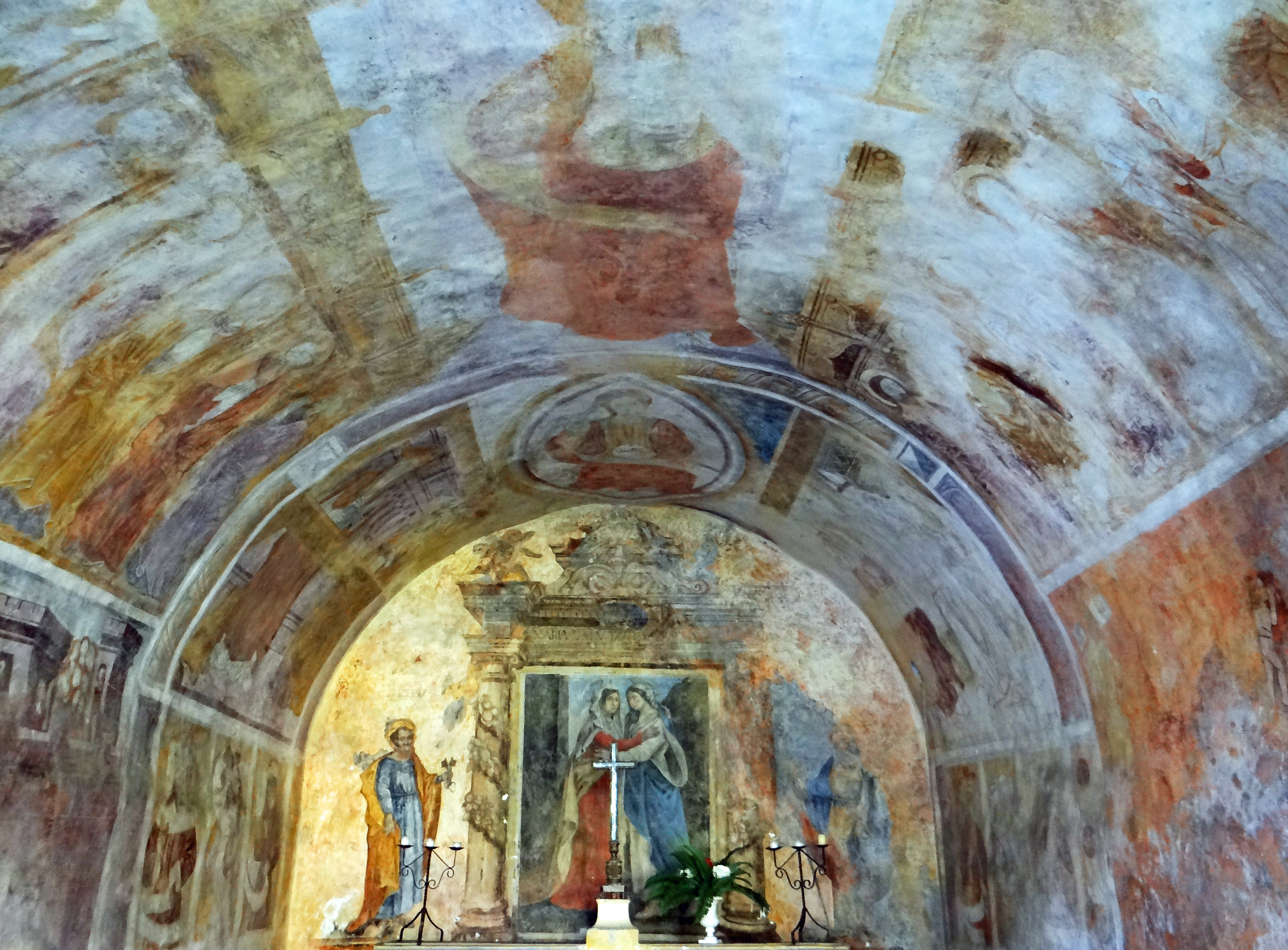
Ensemble des peintures
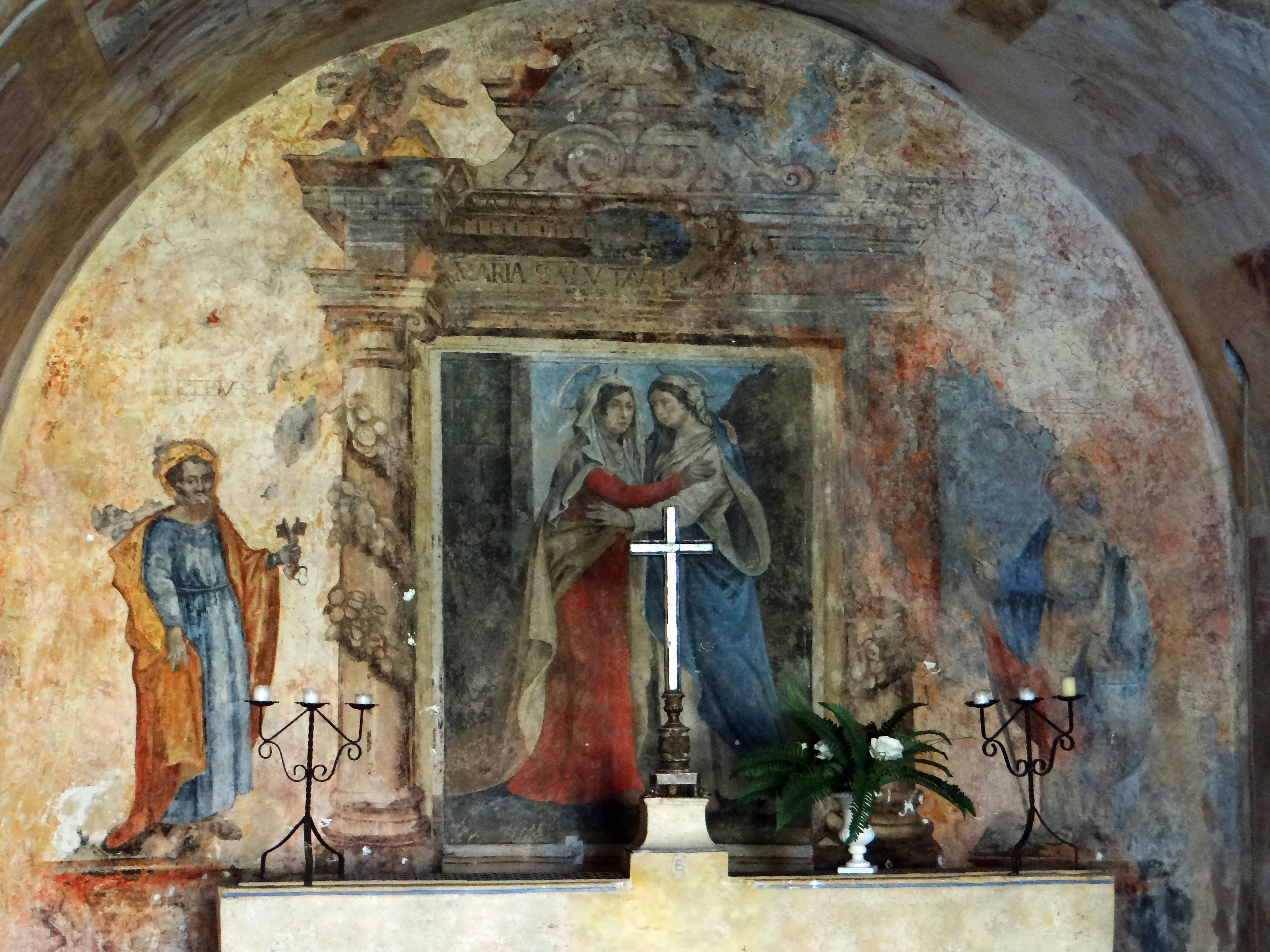
Peinture du chevet
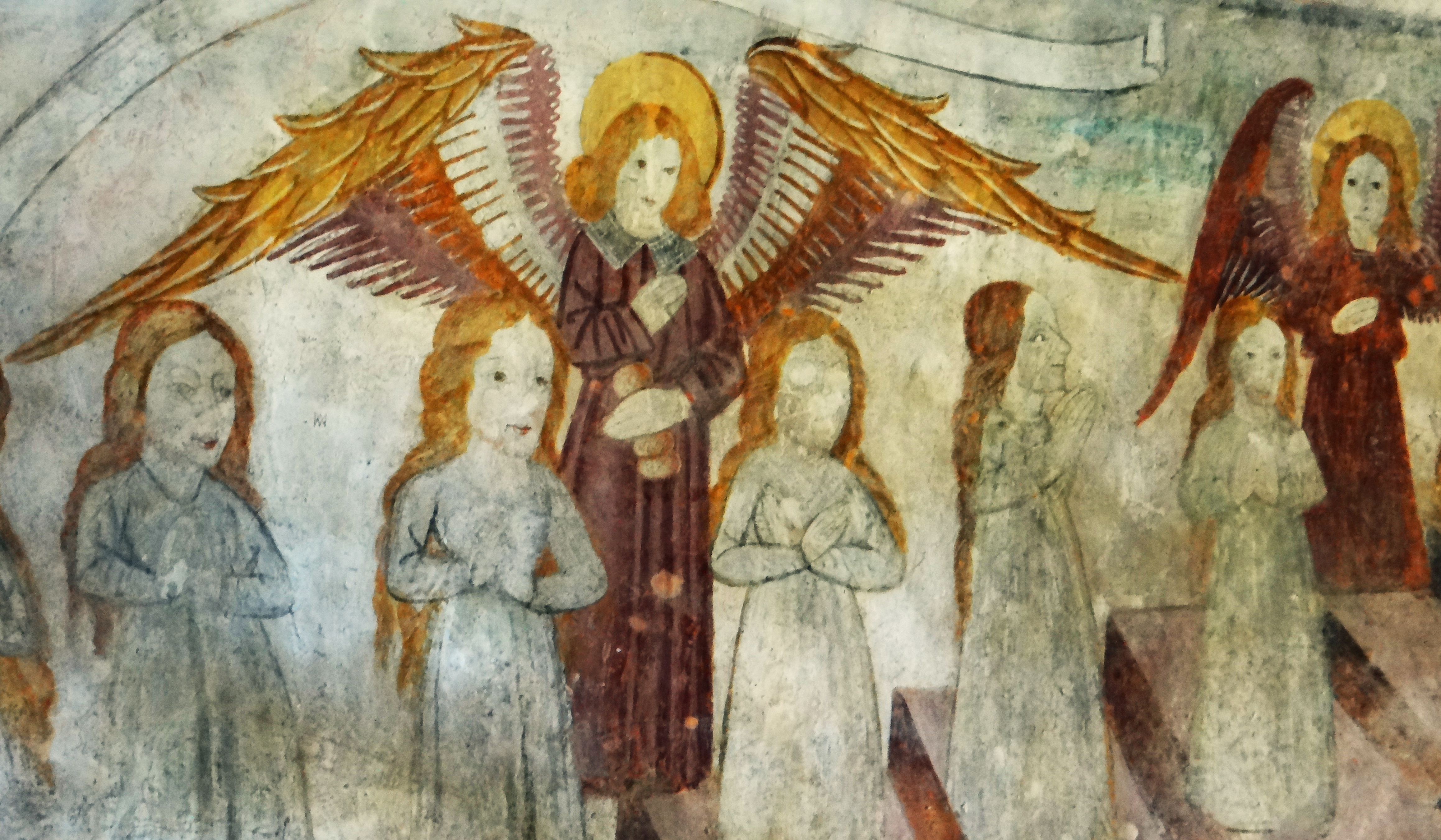
Le Paradis